# Estatut d'Autonomia de la Comunitat Autònoma de Múrcia
L'Estatut d'Autonomia de la Comunitat Autònoma de Múrcia, Llei Orgànica 4/1982, de 9 de juny, és l'estatut d'autonomia de la Regió de Múrcia. Fou aprovat el 9 de juny de 1982 i publicat el BOE núm. 146, de 19 de juny.
El 2013 va ser reformat.